# Запытов

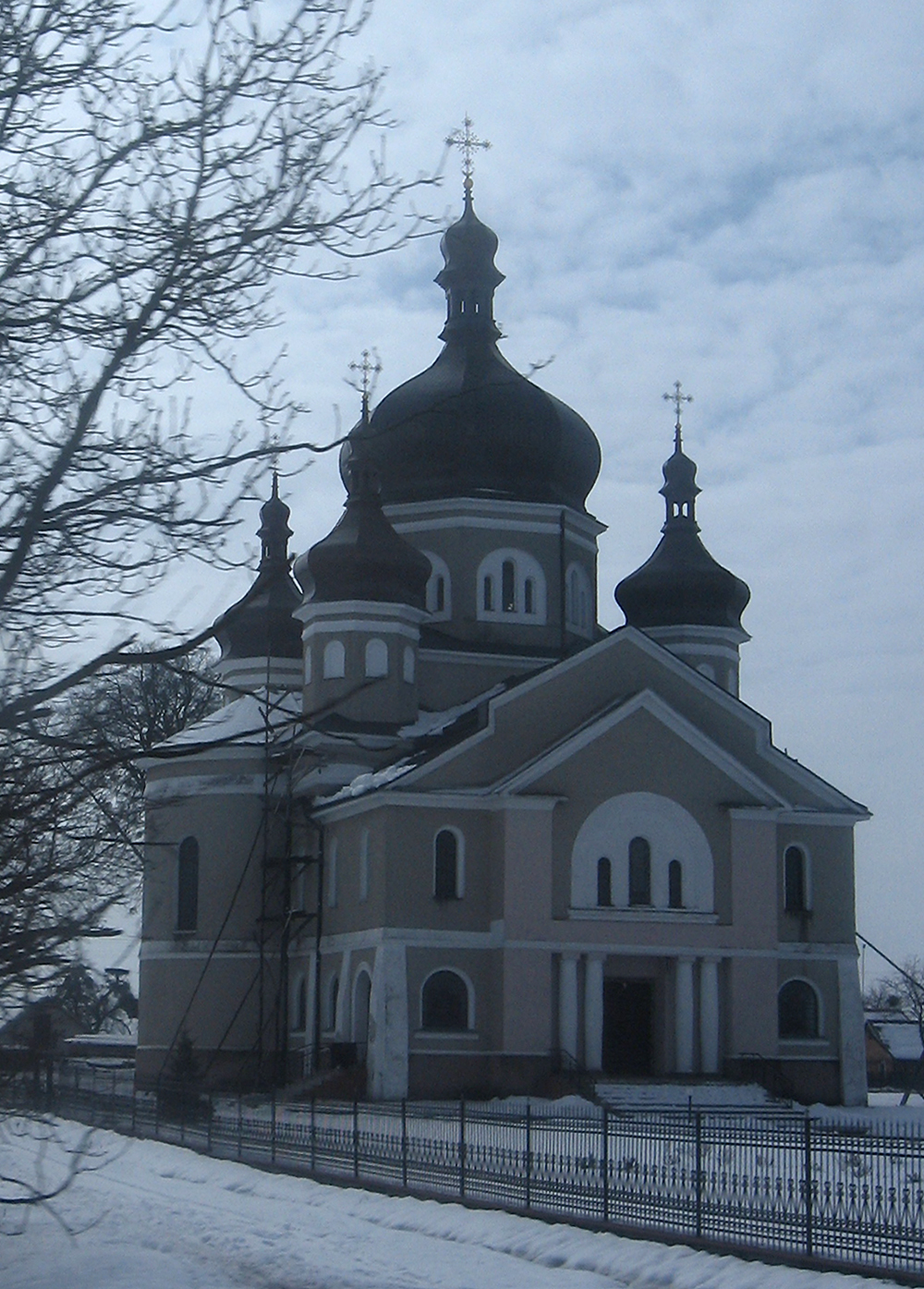
Церковь в селе Запытов

Запытов (укр. Запитів) — посёлок (с 1987) в Новоярычевской поселковой общине Львовского района Львовской области Украины.
Расположен в 17 км от города Каменка-Бугская.

Крупный посёлок на р. Млыновке в 15 км от г.Львова в сторону г. Буска. Через Запытов проходит международная трасса 
| Е40 |

Киев-Чоп.